# 川村継義
川村 継義（かわむら つぎよし、1908年10月25日 - 1993年5月11日）は、日本の政治家。日本社会党衆議院議員（7期）。

## 経歴
熊本県出身。1927年熊本県第一師範学校第二部卒。八代市内の小中学校で教鞭を執り、熊本県教職員組合委員長になる。1952年の第25回衆議院議員総選挙で熊本2区から日本教職員組合の政治組織である日本教職員政治連盟公認で立候補して初当選。その後無所属を経て日本社会党に入る。以来当選7回。国会内では災害対策特別委員長を歴任した。1972年に引退（後継者は馬場昇）。1993年死去。